# Pierre Coullery
Pierre Coullery, auch Peter Coullery (* 18. November 1819 in Villars-sur-Fontenais; † 26. Januar 1903 in La Chaux-de-Fonds), war ein Schweizer Mediziner und Politiker.

## Leben

### Familie
Pierre Coullery entstammte einer kinderreichen Familie und war der Sohn des Tagelöhners Joseph Melchior Coullery (* 19. September 1791 in Villars-Sur-Fontenais; † 8. November 1868 ebenda) und dessen Ehefrau Marie Joseph (geb. Prudat); von seinen Geschwistern ist namentlich bekannt:
- Madeleine Justine Coullery (* 26. September 1823 in Villars-Sur-Fontenais; † 13. November 1897 in Epauvillers-Rondboéchet), verheiratet mit Joseph Arnoux Piquerez (* 10. November 1815 in Enson Paroisse bei Epauvillers; †  31. Juli 1877 in Epauvillers).

Er war mit Charlotte, Tochter des Uhrmachers Pierre-Henri Montandon, verheiratet.

### Werdegang
In seiner Kindheit hütete er anfangs Ziegen und arbeitete später bei verschiedenen Bauern, bevor er Diener bei einem Arzt wurde. Im Alter von 14 Jahren kam er 1833 auf die Kantonsschule in Pruntrut. 1838 beteiligte er sich an einer Volksversammlung, die sich gegen die Regierung aussprach. Dies führte zu seiner Verhaftung und einem fünfzehntägigen Aufenthalt im Gefängnis. Nach seiner Freilassung wurde er zwar von der Schule entlassen, durfte den Unterricht, aufgrund der Bitten seiner Eltern, später wieder fortsetzen.
Nach Beendigung der Kantonsschule hatte er den Wunsch Medizin zu studieren und hoffte hierbei auf ein staatliches Stipendium. Nachdem er sich bei der Stipendienvergabe ungerecht behandelt fühlte und finanziell nicht von seinem Vater und seinen Brüdern abhängig sein wollte, kehrte er wieder als Arbeiter bei einem Bauern zurück. Freunde von ihm sammelten ohne sein Wissen genügend finanzielle Mittel, sodass er sich 1842 an der Universität München zu einem Medizinstudium immatrikulieren konnte; während des Aufenthaltes in München sicherte er sich seinen Lebensunterhalt durch Erteilung von Unterricht.
1846 kehrte er in die Schweiz zurück. Weil sein deutsches Diplom aber nicht ausreichte, um als Arzt in seinem Kanton zu praktizieren, ging er zu einem Onkel nach Paris, bei dem er wohnen konnte, und versuchte an der Universität Paris ein Diplom zu erwerben. Weil er die Kosten für die Einschreibung an der Universität jedoch nicht aufbringen konnte, kehrte er nach einigen Monaten, in denen er verschiedene Kurse besuchte, wieder in die Schweiz zurück.
Mit Unterstützung des Politikers Xavier Stockmar erhielt er ein Halbstipendium und ging daraufhin an die Universität Bern, um dort das Diplom zu erwerben. Nachdem er die Vorprüfungen nicht bestanden hatte und nach drei Monaten von der Universität verwiesen wurde, stand er erneut ohne finanzielle Mittel da. In dieser Situation erhielt er Unterricht bei dem Hochschullehrer Philipp Friedrich Wilhelm Vogt, bei dem er auch Kost und Logis erhielt. Gleichzeitig wurde er als Übersetzer für die Zeitung Helvétie, die Xavier Stockmar herausgab und die das Presseorgan der Radikalen Partei war, beschäftigt.
1848 nahm er an einer Versammlung des neu gegründeten Arbeiterkomitees in Bern teil und wurde dort zu deren Kandidaten für die bevorstehenden Wahlen zum Grossen Rat in Bern gewählt. Nachdem er als erster Arbeitnehmer für die Landschaft Ajoie in den Berner Grossrat gewählt worden war, zog er bei der ersten Sitzung in rotem Kittel und roter Mütze in den Sitzungssaal ein.
Er liess sich im September 1855 als Arzt und Chirurg in La Chaux-de-Fonds nieder und war in der Zeit von 1856 bis 1857 als Chefredakteur des Impartial tätig.
1862 wurde er für die Radikalen in den Neuenburger Grossen Rat gewählt und vertrat diese bis 1865.
Von 1865 bis 1868 publizierte er La Voix de l'Avenir und wurde 1866 zum Friedensrichter gewählt, ohne sich darum beworben zu haben; 1867 legte er sein Amt nieder und war darauf noch einmal, als Kandidat des Grütlivereins, von 1889 bis 1892 als Friedensrichter tätig; in dieser Zeit war er auch 1866 Sekretär des Genfer und 1867 Delegierter des Lausanner Kongresses der Internationalen Arbeiterassoziation. Zugleich mit ihm betätigten sich unter anderem James Guillaume und Fritz Robert (1845–1899) für die I. Internationale.
Er gründete 1867 in Bern die Arbeiterpartei Démocratie sociale und gab von 1868 bis 1871 die Zeitung La Montagne heraus. Im November 1867 kam es zu einer Verleumdungsklage gegen ihn aufgrund einer Veröffentlichung in einer Zeitung. Ende November 1867 wurde er durch das Gericht von Le Locle zu einer Gefängnisstrafe von 23 Tagen verurteilt, die sofort zu vollstrecken war; seine Entlassung aus dem Gefängnis Môtiers erfolgte am 19. Dezember 1867.
Es gelang ihm, durch die Bildung einer Allianz mit den Konservativen im Juni 1868 nach einer Nachwahl erneut in den Grossen Rat einzuziehen, wurde dann jedoch 1871 nicht wiedergewählt und löste im gleichen Jahr die Démocratie sociale auf.
Von 1869 bis 1877 betätigte er sich als Arzt in Fontainemelon und trat in dieser Zeit 1873 der liberalen Partei bei, deren Programm sich mit demjenigen der Démocratie sociale teilweise deckte. 1877 kehrte er nach La Chaux-de-Fonds zurück und nahm seine dortige Tätigkeit als Arzt wieder auf; inzwischen hatte er sich den Ruf eines Arztes für die Armen erworben, weil er sich bei seinen armen Patienten nicht um das Honorar kümmerte.
In der Zeit von 1889 bis 1903 sass er erneut im Grossen Rat und war zu Anfang der Präsident des provisorischen Präsidiums, allerdings scheiterten seine Kandidaturen für den Nationalrat 1890 und 1893. Er war dann 1893 Mitbegründer der Sozialdemokratischen Partei Neuenburgs. Aufgrund interner Meinungsverschiedenheiten über das von James Guillaume und Adhémar Schwitzguébel in der Region vertretene Konzept des Kollektivismus und das von ihm selbst vertretene Konzept des individuellen Eigentums sah Pierre Coullery sich jedoch zum Austritt aus der Vereinigung gezwungen.

### Politisches Wirken
Pierre Coullery wurde während seines Aufenthaltes in München in seinen Ideen beeinflusst. Nach einem Gespräch mit einem Abt, entwickelte er den Gedanken, ein Buch herauszugeben, in dem er beweisen wollte, dass die Lehre von Christus der menschlichen Natur entspricht und dass diese Lehre alle Irrtümer der Vergangenheit und der Gegenwart zerstören muss.
Als er sich in Paris aufhielt, liess ihn die soziale Frage nicht gleichgültig und er besuchte unter anderem den französischen Politiker Étienne Cabet, der gerade seine Publikation Voyage en Icarie vorbereitete. Er glaubte auch an die Ansichten von Philippe Buchez, der dem Saint-Simonismus anhing und von dem er auch den Assoziationsgedanken übernahm.
Nach seiner Rückkehr von Paris in die Schweiz organisierte er Arbeiterversammlungen mit dem Ziel, die soziale Bewegung zu fördern.
Im Gegensatz zu den Marxisten und Anarchisten verteidigte er Privateigentum und die individuelle Freiheit; dazu kämpfte er auch für die Proporzwahl.
Er propagierte, gemeinsam mit Karl Bürkli und Johann Philipp Becker, ab den 1850er Jahren genossenschaftliche Modelle für die Produktionsvereinigungen. Er setzte sich zum Wohl der Arbeiter auch für die Bildung von Gewerkschaften ein.
Obwohl er mehrfach die Parteien wechselte, vertrat er treu sein Grundanliegen, den Kampf für die Verbesserung der Lage der Arbeiter sowie für die Gleichberechtigung der Frau, für das Genossenschaftswesen und gegen den Alkoholismus. Hierbei verkörperte er einen christlichen Sozialismus.
Seine Sozial- und Gerechtigkeitsideen beeinflussten andere politische Persönlichkeiten in der Schweiz, insbesondere Charles Naine und Jules Humbert-Droz.
Der Historiker Erich Gruner, Verfasser eines Standardwerkes über die Arbeiterbewegung der Schweiz, bescheinigte: «Karl Bürkli ist» – neben Pierre Coullery – «der erste autochthone Schweizer Sozialist, der eine typisch schweizerische sozialistische Doktrin entwickelt hat».
Anlässlich seines achtzigsten Geburtstages veröffentlichte die Zeitung Sentinelle eine Sonderausgabe mit einer Biografie von Pierre Coullery und einer Reihe von Würdigungen bedeutender Persönlichkeiten des Kantons und der Schweiz.

## Mitgliedschaften
Pierre Coullery war 1849 bereits Mitglied eines Deutschen Arbeitervereins in der Schweiz. Er war auch Gründungsmitglied der Sektion der I. Internationalen von La Chaux-de-Fonds, die 1865 ca. 250 Mitglieder hatte, und wurde 1879 Mitglied des Grütlivereins; er gründete 1887 dessen westschweizerische Sektion, aus der 1896 die Sozialdemokratische Partei des Kantons hervorging.

## Schriften (Auswahl)
- Pierre Coullery; Joseph Reubel: Joseph Reubel, ad disp. publ. pro summis in medicina, honoribus rite obtinendis a, Petro Coullery Bernensi habendam invitat: (Insunt theses varii argumenti medici). München 1846.
- Jésus le Christ et sa vie: sa doctrine morale, politique, économique et sociale: les lois naturelles et le socialisme. C. Schweizer, Bienne 1891.
- Incrédulité et croyance: protestation. La Chaux-de-Fonds: Chez l’auteur, 1892.
- Die Geheimnisse der geschlechtlichen Fortpflanzung, Oder der Mensch, phylosophisch, moralisch und physisch dargestellt. Biel 1895.